# Port lotniczy Obock
Port lotniczy Obock (ang. Obock Airport) – jeden z aeroportów Dżibuti. Obsługuje miasto Obock, stolicę regionu o tej same nazwie.